# Fudbalski klub Hajduk Kula
El Fudbalski klub Hajduk Kula fue un club de fútbol serbio de la ciudad de Kula. Fue fundado en 1912 y jugó en la Superliga Serbia.

## Historia
El club fue fundado en 1912 El club fue conocido como KAFK hasta 1992, cuando el club cambió su nombre a FK Hajduk Rodić M & B y compitió en las divisiones inferiores. Club colores son azul y blanco. Hajduk juega en Hajduk Stadion, que tiene una capacidad de 12.000 espectadores. El club del gran éxito estaba terminando cuarto en la temporada 1996-97 en la liga, y los cuartos de final de la Copa de 1997 yugoslavo competencia. En competiciones europeas, el mejor resultado fue en 1997 Copa Intertoto de la UEFA Hajduk, donde terminó en segundo lugar en su grupo con 2 victorias y 2 pérdidas. 
La victoria más grande en la historia del equipo fue en 2000 cuando batió Hajduk FK Sutjeska 6-2. El máximo goleador en la historia del equipo fue Dejan Osmanović con 16 goles en la temporada 1999-2000, donde también fue el líder goleador en la Primera Liga de Yugoslavia. 
Mirko Radulovic tiene más apariciones en una temporada en la historia del club con 35 partidos jugados en la temporada 1995-96. La mayoría de goles marcados por el club en una sola temporada fue de 40 en 1995-1996. 
Hajduk participó en la Copa de la UEFA 2006-07 rondas de clasificación contra el CSKA Sofía y perdido lejos de los objetivos de la norma después de sacar un 1-1 en casa.
El 30 de julio del 2013, solo a 11 días del comienzo de la temporada 2013/14, se anunció que el club se retiró de la Superliga Serbia y el primer equipo fue disuelto por problemas financieros, pero su equipo juvenil todavía continua en competencia, y se planea que el nuevo primer equipo se integre a la Tercera División en la temporada 2014/15.

## Participación en competiciones de la UEFA
| Temporada | Torneo         | Ronda            | País      | Club            | Marcador |
| --------- | -------------- | ---------------- | --------- | --------------- | -------- |
| 1997      | Copa Intertoto | Grupos           | Suecia    | Halmstads       | 0-1      |
| 1997      | Copa Intertoto | Grupos           | Finlandia | TPS             | 2-1      |
| 1997      | Copa Intertoto | Grupos           | Noruega   | Kongsvinger     | 2-0      |
| 1997      | Copa Intertoto | Grupos           | Bélgica   | Lommel          | 2-3      |
| 2006/07   | UEFA Cup       | Clasificatoria 2 | Bulgaria  | CSKA Sofia      | 1-1, 0-0 |
| 2007]]    | Copa Intertoto | 2                | Eslovenia | Maribor         | 5-0, 0-2 |
| 2007]]    | Copa Intertoto | 3                | Portugal  | União de Leiria | 1-0, 1-4 |

## Jugadores

### Jugadores destacados
| - Aleksandar Bratić - Miroslav Čovilo - Faruk Hujdurović - Aleksandar Jovanović - Ninoslav Milenković - Zoran Rajović - Ferenc Plattkó - Nenad Brnović - Filip Kasalica - Savo Pavićević - Niša Saveljić - Zoran Antić - Nikola Bogić - Ivan Ćirka | - Aleksandar Davidov - Milan Davidov - Anđelko Đuričić - Ljubomir Fejsa - Dejan Kekezović - Nikola Komazec - Igor Kozoš - Nikola Malbaša - Nikola Milojević - Dejan Osmanović - Dejan Rađenović - Jovan Radivojević - Dragan Stojisavljević - Đorđe Tomić |